# 5932 Prutkov
5932 Prutkov eller 1976 GO3 är en asteroid i huvudbältet som upptäcktes den 1 april 1976 av den rysk-sovjetiske astronomen Nikolaj Tjernych vid Krims astrofysiska observatorium på Krim. Den har fått sitt namn efter författar pseudonymen Kozma Prutkov.
Asteroiden har en diameter på ungefär 5 kilometer.